# Heathrow Terminals 1, 2, 3 (Metropolitano de Londres)
A Estação de Heathrow Terminals 1,2,3 é uma estação que faz parte do Metro de Londres. Encontra-se na Piccadilly line, zona 6 de Londres (zonas que dividem a cidade).

## Galeria

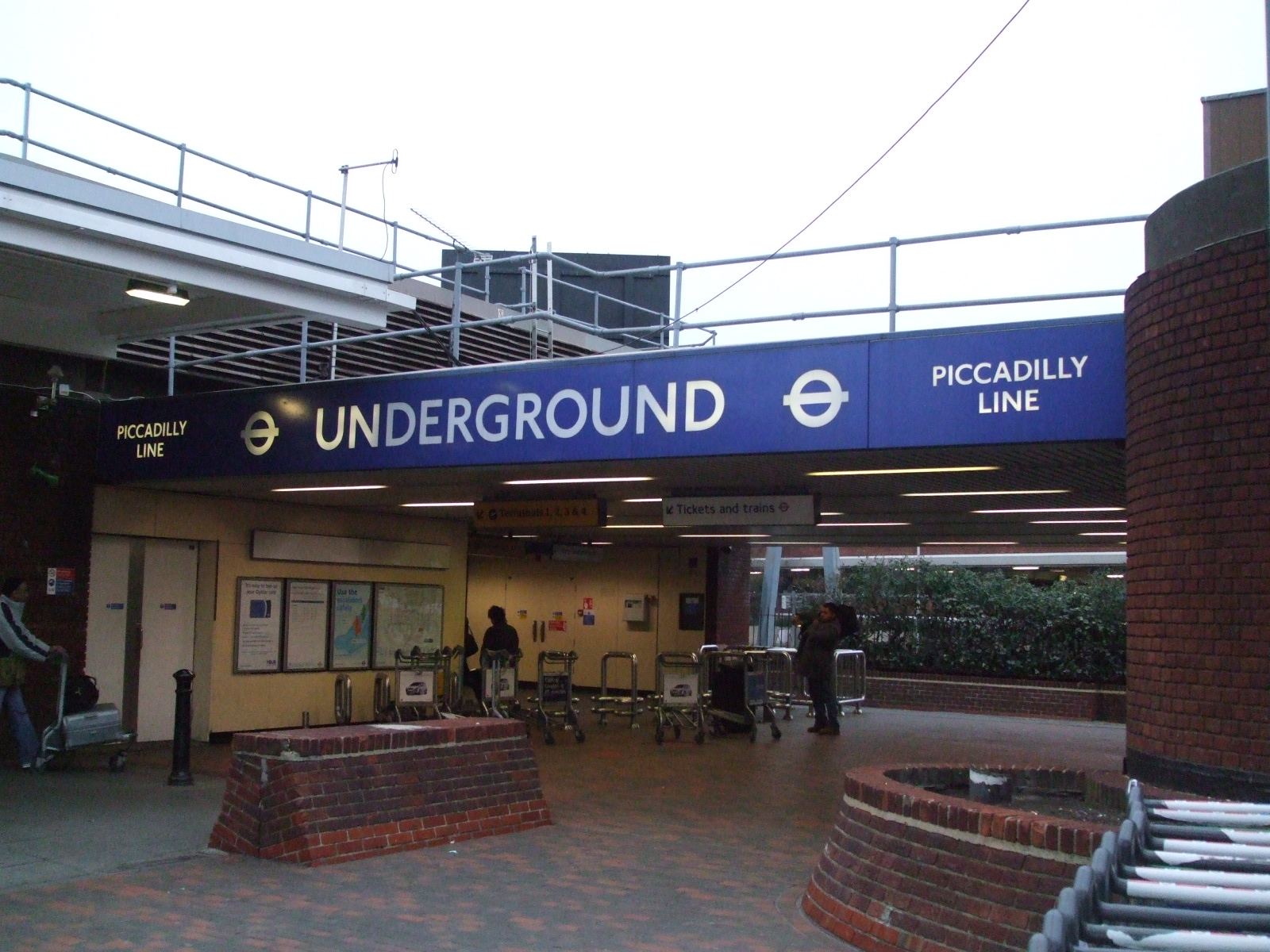
Entrada à superficie, perto de uma paragem de ônibus
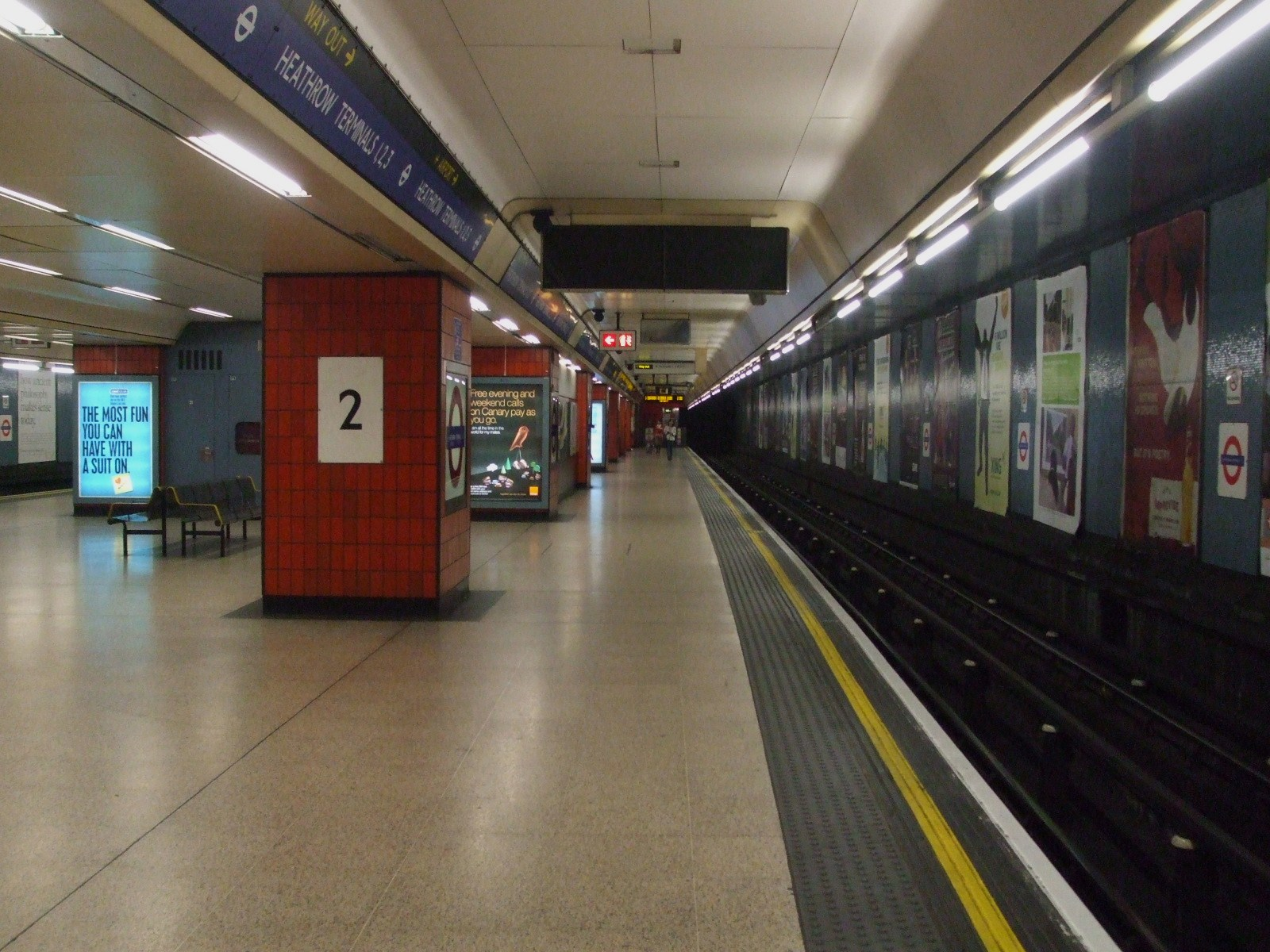
Plataforma Eastbound vista de oeste
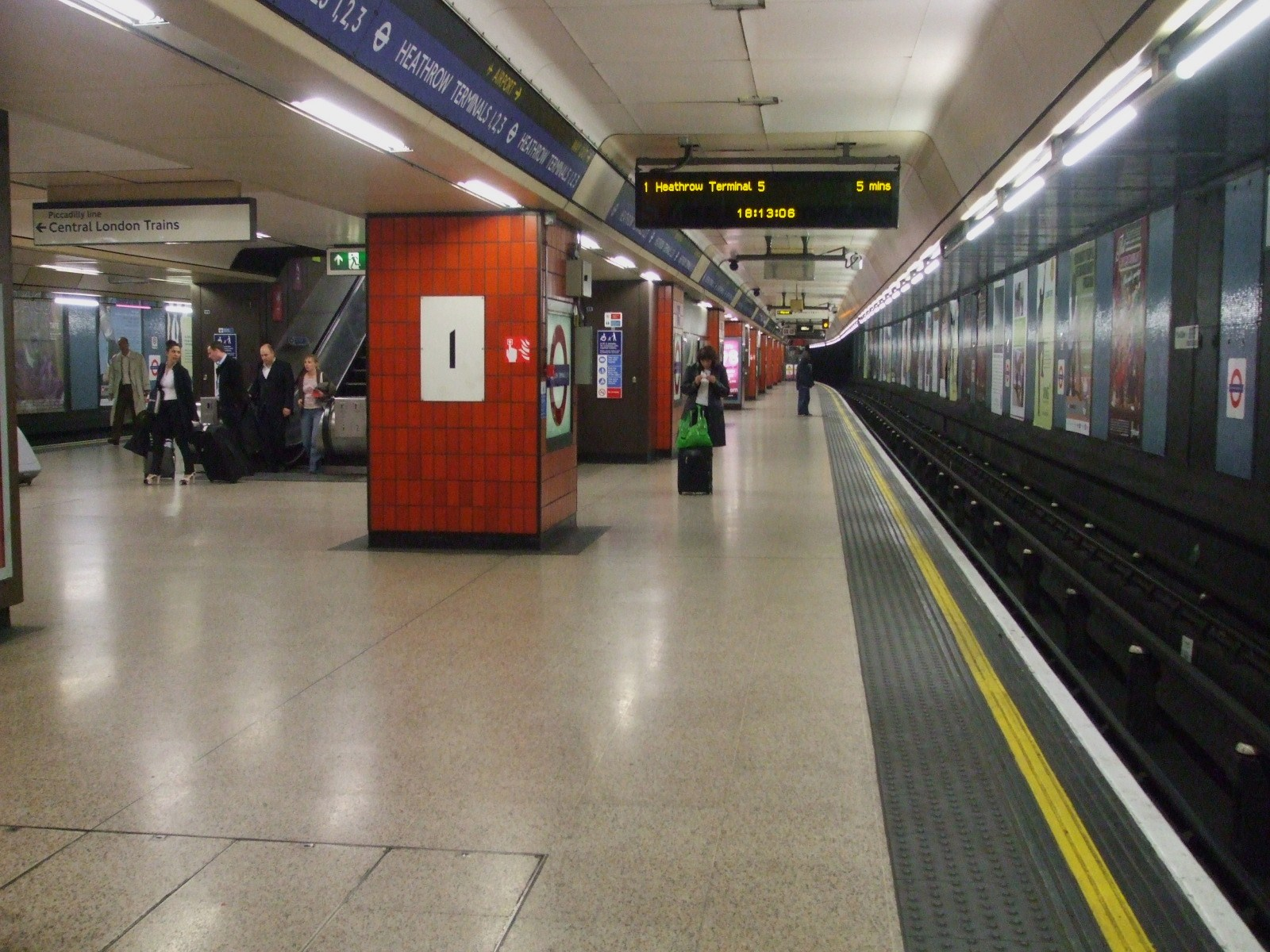
Plataforma Westbound vista de leste
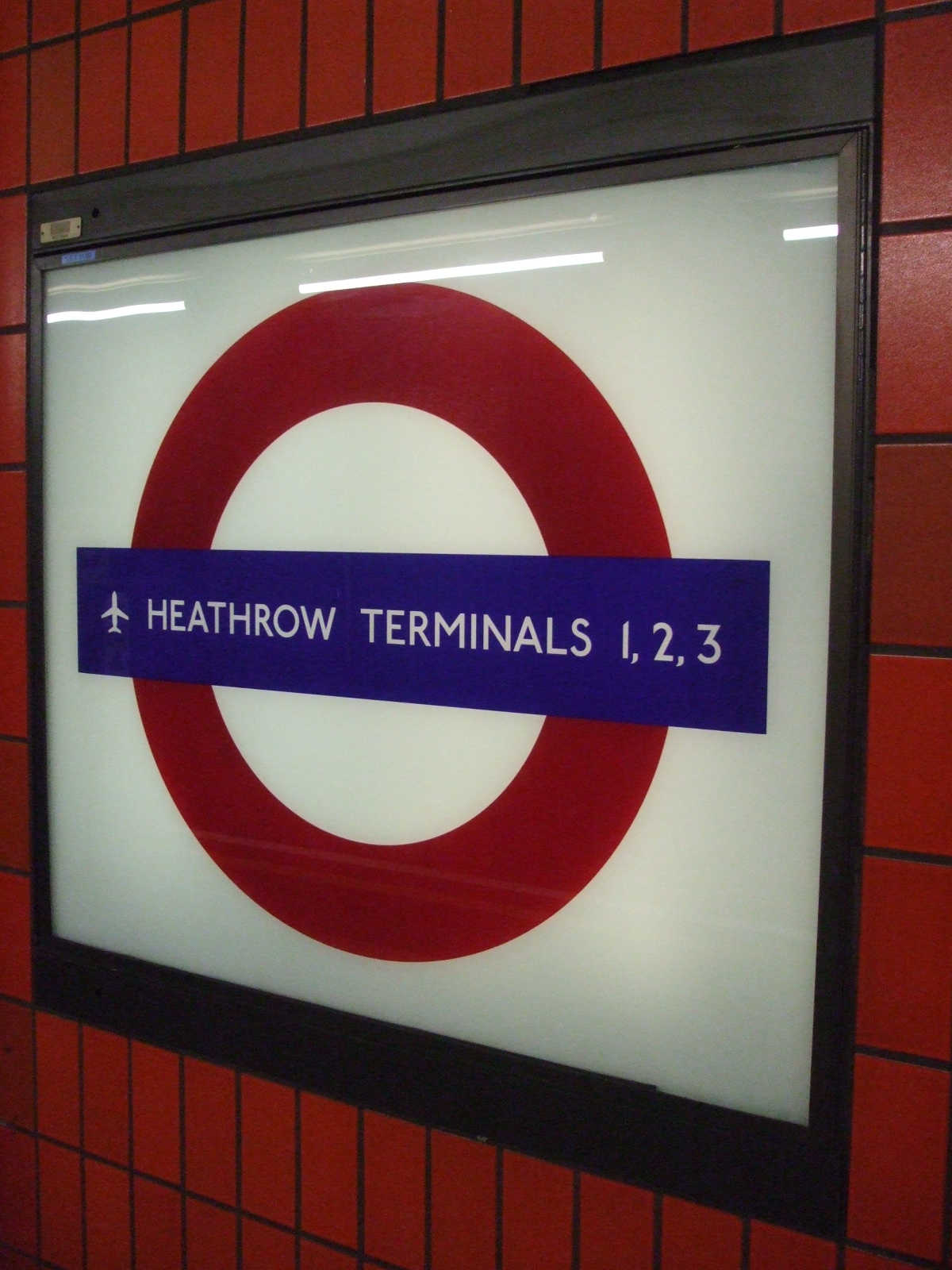
Simbolo na plataforma
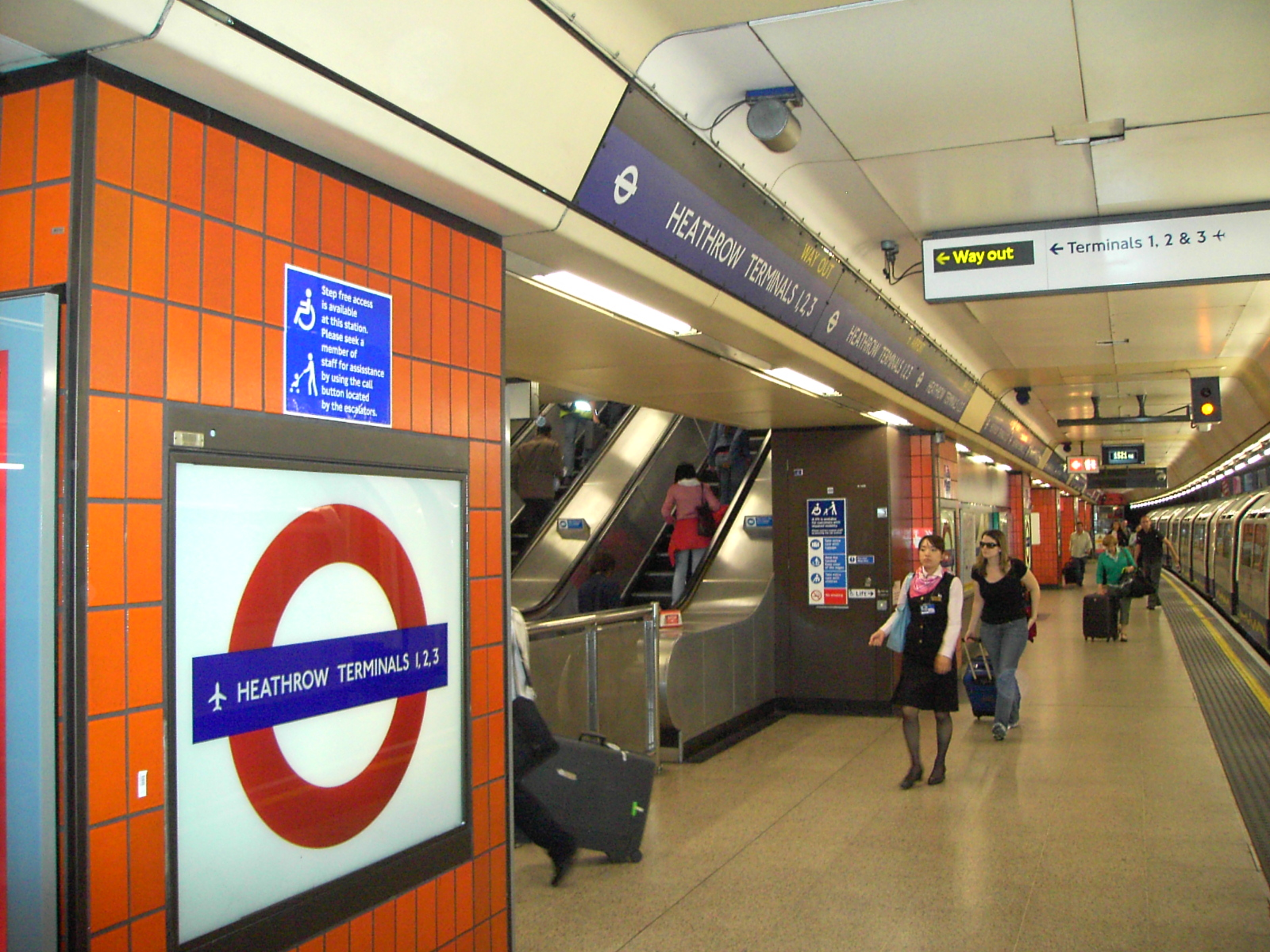
Outra vista da plataforma e do simbolo